# José Antonio Sáenz de Santa María
José Antonio Sáenz de Santa María Tinturé (Gijón, 15 de diciembre de 1919-Madrid, 25 de agosto de 2003) fue un militar español que desarrolló su carrera militar durante la Guerra Civil (1936-1939) en el bando sublevado, y posteriormente durante la dictadura franquista, ocupando luego diversos cargos durante la Transición y la democracia.

## Biografía

### Infancia y juventud
Hijo y nieto de ingenieros de las minas asturianas, aunque de linaje paterno proveniente de la Sierra de Cameros (La Rioja), nació en Gijón, adonde su madre había ido para estar con sus familiares. Pero su infancia la pasó en Ciaño, en la comarca de Langreo. Era el segundo de tres hermanos. Durante su infancia la familia se trasladó a Gijón y allí, cuando estaba próximo a cumplir los 15 años, fue testigo de los combates callejeros durante la revolución asturiana.
Con 15 años se afilió a las juventudes de la Falange. Cursaba primer curso de la carrera de Ciencias en Oviedo, con la intención de seguir los de Arquitectura, cuando estalló la Guerra Civil. Con 16, tras el golpe fallido contra la República, el 20 de julio de 1936 se alistó voluntario de las tropas sublevadas contra el gobierno legítimo. Oviedo era una isla en manos de los rebeldes, y después de tres meses de intensos combates en los que participó, las columnas procedentes de Galicia abrieron un corredor por donde salieron su familia y él mismo junto con el ejército. Posteriormente lucharía en el frente de Somosierra. Fue alférez con 17 años, antes de la edad reglamentaria que estaba en los 18, combatiendo después en la batalla del Ebro y en el Maestrazgo.

### Franquismo
Durante la dictadura, asumió, como comandante, la coordinación de las fuerzas implicadas en la represión y dirección de las operaciones contra el maquis. Para ello creó una red de colaboradores y confidentes, crucial en la eliminación de la guerrilla. Participó en varias operaciones, pero su éxito siempre lo achacó a la información, reconociendo al final de su vida que lograba obtenerla gracias al uso de la droga pentotal sódico.
En septiembre de 1971, siendo coronel, se hizo cargo de la Jefatura de Estado Mayor de la Guardia Civil con el cometido de luchar contra la emergente ETA, lucha que lo marcaría en el resto de su carrera. Manteniendo este cargo fue ascendido a general en 1975. Ya como general, Sáenz de Santa María asumió los preparativos en la ejecución de la condena a muerte, tras consejo de guerra, de una parte de los cinco condenados miembros de ETA y el FRAP, en lo que serían las últimas ejecuciones del franquismo. Las ejecuciones tuvieron lugar el 27 de septiembre de 1975.

### Transición y democracia
Tras la muerte de Franco e iniciada la Transición, tuvo conocimiento del apoyo institucional a los grupos parapoliciales, como los Guerrilleros de Cristo Rey, el Batallón Vasco Español (BVE), Antiterrorismo ETA (ATE), Triple A, etc., con implicación no solo de los servicios secretos SECED (Servicio Central de Documentación), sino de altos cargos del aparato del Estado, con encubrimiento de los evidentes fallos que se producían, que ponían en evidencia a las fuerzas de seguridad del Estado. Así, existieron reuniones en sedes oficiales, como la efectuada para organizar la Operación Reconquista que daría lugar a los sucesos de Montejurra, que tuvieron continuidad posteriormente en las relaciones con estos grupos mercenarios. En una etapa posterior, en la época del gobierno socialista, ocurrió lo mismo con el CESID y los responsables del ministerio de Interior con respecto al GAL. Nunca compartió estos métodos porque interfería en su labor de mantenimiento del orden público.
Al ascender a general de división, pasó a dirigir la Policía Nacional, cuerpo que modernizó, creando compañías de reserva o móviles para evitar la relación con la población donde actuaban. También consolidó los GEO (Grupo Especial de Operaciones) creados dos años antes. Y creó asimismo un servicio de información para la Policía Nacional. Durante un tiempo, desde el 1 de febrero de 1980 hasta el 17 de octubre del mismo año, compaginó este cargo con la delegación del gobierno en el País Vasco, donde unificó la información de la Policía Nacional, Guardia Civil y del Cuerpo Superior de Policía.
Del fallido golpe de Estado del 23 de febrero de 1981 se enteró a través de la radio, reaccionando rápidamente y actuando a favor de la legalidad constitucional. El general Sáenz de Santa María ordenó a la Policía Nacional que rodeara el Congreso de los Diputados para evitar que otras fuerzas de la Guardia Civil pudieran solidarizarse con las del interior. Su declaración posterior como testigo durante el juicio motivó el enfrentamiento con el teniente general Jaime Milans del Bosch, cuando hizo el símil del intento golpista con un secuestro de un avión, lo que motivó la frase «me da asco, me voy» de Milans. Tras ascender a teniente general, asumió el mando de la capitanía de la VII Región Militar con sede en Valladolid y posteriormente de la IV Región Militar con sede en Barcelona, donde la relación con la Generalidad fue fluida.
El 2 de noviembre de 1983, un año después de la llegada del PSOE al Gobierno, volvió a la Guardia Civil, esta vez como director general. En esta etapa dotó de helicópteros al cuerpo y creó el Servicio Marítimo de la Guardia Civil, con alguna oposición del ejército del Aire y, sobre todo, de la Armada. Fue en estos tiempos cuando convivió con los atentados de los GAL. Aunque manifestó, mientras estaba en el cargo, que los GAL eran un problema del gobierno francés, a la vez que afirmaba que ningún miembro de las Fuerzas de Seguridad del Estado estaba implicado en los hechos, antes de morir reconoció la implicación de los cuerpos de seguridad españoles, tanto por acción como por omisión. En toda su carrera mantuvo la necesidad de que la Guardia Civil fuese un cuerpo militar. Al pasar a la reserva, traspasó el cargo de director de la Guardia Civil, el 31 de octubre de 1986, al primer civil que estuvo al mando de la institución, Luis Roldán. Días después de su salida de la Guardia Civil, el 5 de noviembre la policía francesa se incautaba de numerosa documentación en la cooperativa Sokoa, en Hendaya.
Desde entonces hasta mayo de 1996, cuando el Partido Popular accedió al poder, fue asesor contra el terrorismo del Ministro del Interior socialista, tanto en la etapa del Secretario de Estado para la Seguridad Rafael Vera (1986-1994), como en la de la Secretaría de Estado de Interior Margarita Robles (1994-1996). En 1995, siendo todavía asesor, fue convocado por el Senado para una comparecencia sobre la lucha antiterrorista en los años en que estuvo al frente de la Guardia Civil, en la última legislatura del Presidente del Gobierno Felipe González, cuando el Partido Popular acosaba al gobierno a cuenta de la guerra sucia llevada a cabo por los GAL. Ante la solicitud de que fuera a puerta cerrada, como lo fue para otros comparecientes, y para que declarase no sólo sobre la época de actuación de los GAL, sino también de la anterior, fue suspendida y nunca se realizó. El 7 de mayo de 1996, el magistrado de la Audiencia Nacional Baltasar Garzón, que instruía el sumario Oñederra (relativo a los primeros asesinatos de los GAL entre 1983 y 1984), lo inculpó junto a los generales Enrique Rodríguez Galindo y Cassinello. Recurrió la imputación y el 20 de mayo prestó declaración ante el magistrado, que lo dejó en libertad sin fianza.